# 10-cm-Gebirgshaubitze M. 16
Die 10-cm-Gebirgshaubitze M. 16 (auch Škoda 10-cm horská houfnice M 16, Skoda 100-mm Modell 1916) war eine Gebirgshaubitze, die von Österreich-Ungarn während des Ersten Weltkriegs eingesetzt wurde. Sie ersetzte die 10-cm-Gebirgshaubitze M. 08.

## Geschichte
Entwickelt um 1915 nach der Einführung der 10-cm-M.14 Feldhaubitze, und basierend auf deren technischem Konzept, handelt es sich bei dieser Gebirgshaubitze um eine Waffe, welche im Gebirge durch ein Marschgewicht von 2.150 kg die Artilleristen sehr herausforderte. Angesichts der massiven Kämpfe in der Alpenfront mit hochliegenden Stellungen wurde jedoch der Aufwand im Einsatz nicht gescheut.
Das Geschütz wurde bis zum Ende des Zweiten Weltkriegs verwendet.

## Beschreibung
Die Waffe konnte in drei Teile zerlegt werden, die zum Verlasten auf Tragtiere geeignet waren. Die Geschützbesatzung wurde durch einen Geschützschild geschützt. Mit baugleichem Rohr fertigte Skoda auch die 10-cm-Feldhaubitze M.14.

## Variante

### 10cm horská houfnice vz. 16/19
Die tschechoslowakischen Streitkräfte waren, neben dem Originalgeschütz, mit einer leicht modernisierten Waffe ausgerüstet. Der wesentliche Unterschied lag in einem um 470mm längeren Geschützrohr. Dabei konnten schwerere Geschosse (16 kg) mit einer geringeren V° gleichweit geschossen werden. In drei Lasten zerlegt, konnte das verhältnismäßig schwere Geschütz von drei Einachskarren mit je zwei hintereinander vorgespannten Zugtieren (Tandemzug) bewegt werden.
Nach der Okkupation des westlichen Staatsteils (Böhmen und Mähren) gingen die dort vorhandenen Geschütze an die Wehrmacht und die nun eigenständige Slowakei behielt ihre Geschütze.

## Weitere Verwendung
Bereits während des Ersten Weltkrieges wurde das Geschütz von Italien verwendet, da an der Alpenfront Geschütze erbeutet wurden. Durch die Auflösung der K.u.K. Monarchie wurden auf dem Territorium neue Staaten geschaffen, welche das Geschütz bei ihren Streitkräften führen. So wurde das Geschütz in Österreich weiter verwendet.

### Obice da 100/17 modello 16
Italien bezeichnete Waffen, die entweder durch Erbeutung im Krieg oder später als Reparationen erworben wurden, als Obice da 100/17 modello 16. Italien verwendete leichtere Granaten als die Tschechen, was die größere Reichweite und Mündungsgeschwindigkeit ihrer Geschütze erklärt.

### 105mm Haubitze M.16 (T)
Die Türkei verwendete eine 105-mm-Variante, die M.16(T).

### 10cm horská houfnice vz. 16
Skoda in Pilsen wurde nach Ende des Ersten Weltkrieges zum Hauptlieferanten der tschechoslowakischen Streitkräfte. Geschütze waren noch aus dem Ersten Weltkrieg vorhanden und die Ersatzteilversorgung war gesichert.

## Verwendung bei der Wehrmacht

### 10-cm-Gebirgshaubitze 16
Das Geschütz befand sich bereits frühzeitig im Geschützpark der deutschen Gebirgsjäger-Verbände, woraus sich ergibt, dass es eine rein deutsche Bezeichnung gibt. Ob es in der Nachkriegszeit angekauft wurde oder zu den Beständen aus der Zeit des Ersten Weltkriegs gehörte, ist unklar. Der Bestand dieser Waffe wurde durch den Anschluss Österreichs an das Deutsche Reich weiter ergänzt. Entsprechend der üblichen Kennzeichnung, wurde hier das (ö) für die Herkunft ergänzt, also 10-cm-Gebirgshaubitze 16 (ö).

### 10-cm-Gebirgshaubitze 16 (t)
Da in der tschechoslowakischen Armee geringfügige Änderungen an den Geschützen vorgenommen wurden, war es sinnvoll diese Geschütz mit der Herkunftskennung in den Bestand der Wehrmacht einzugliedern.

### 10-cm-Gebirgsgeschütz 16/19 (t)
Ausgelegt für eine andere Munition, musste das Geschütz eindeutig differenziert werden.

### 10-cm-Gebirgshaubitze316/1(i)
Nach dem Waffenstillstand von Cassibile am 8. September 1943 wurden Ober- und Mittelitalien von der Wehrmacht besetzt, worauf Geschütze aus dem italienischen Bestand als 10-cm-Gebirgshaubitze 316/1 (i) in die Arsenale der Wehrmacht gelangten.

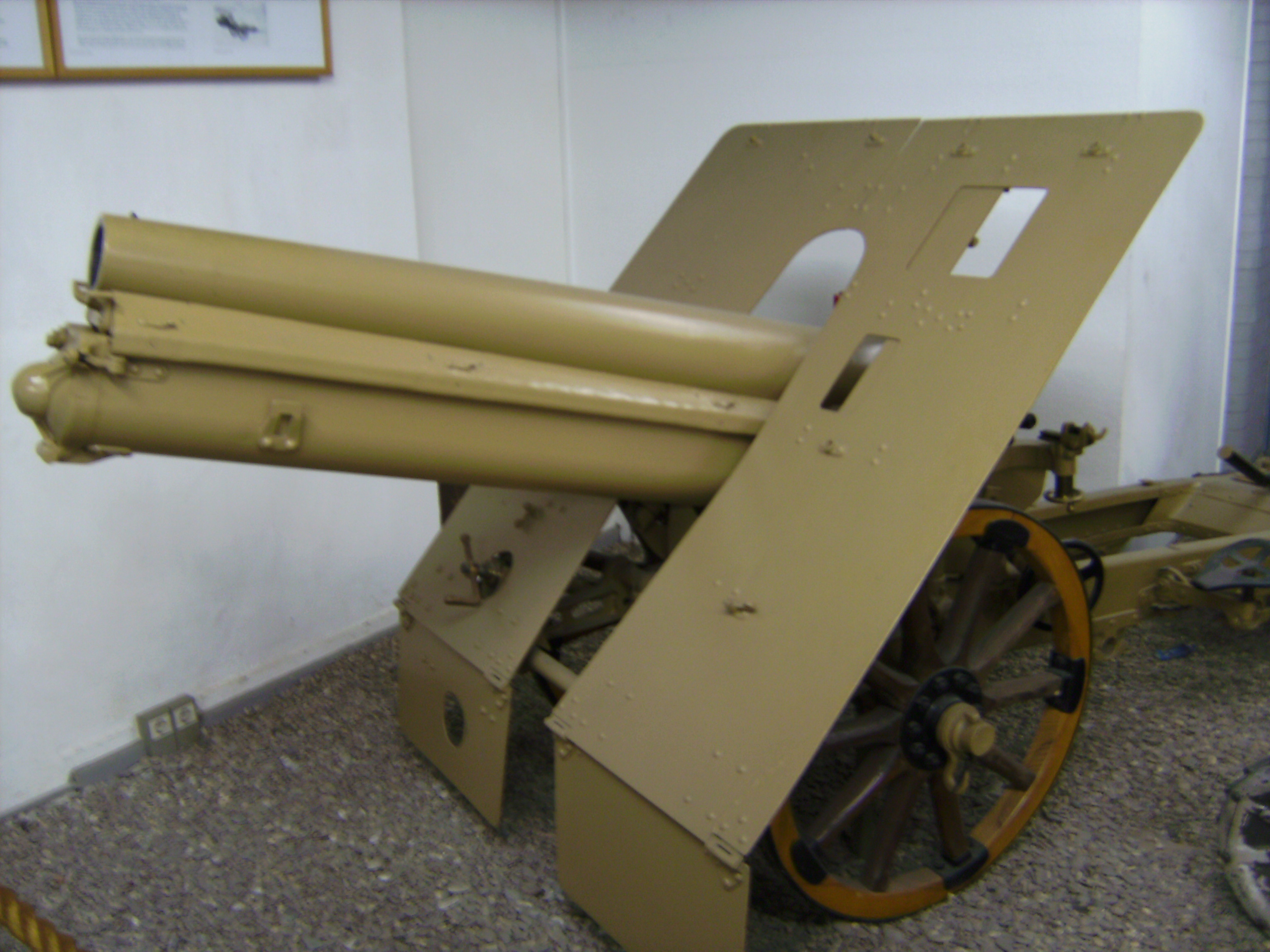
100-mm-Skoda-Gebirgshaubitze in der Wehrtechnischen Studiensammlung Koblenz
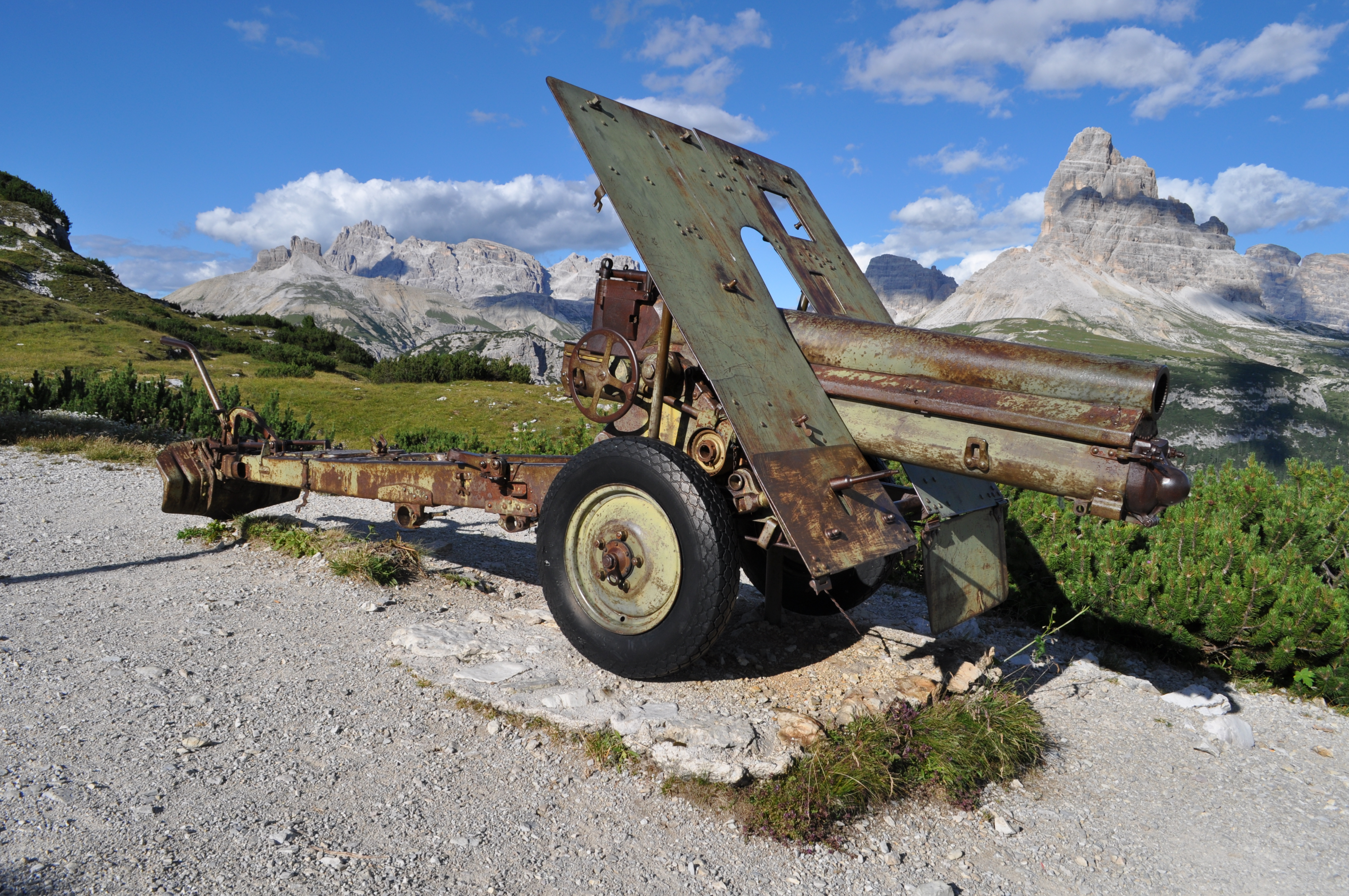
100-mm-Skoda-Gebirgshaubitze im Freilichtmuseum Museo storico degli Alpini (Monte Piana, Italien)
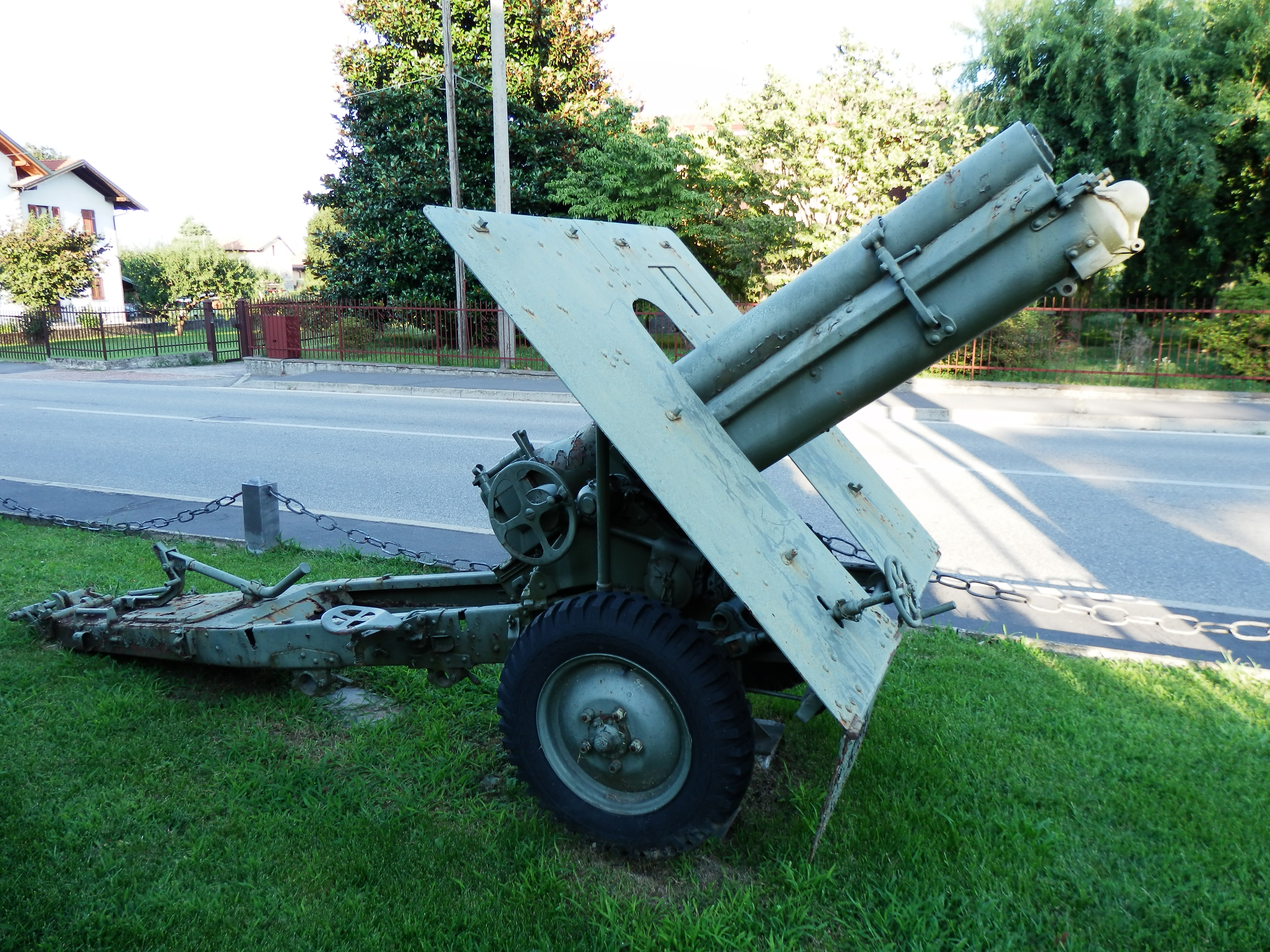
100-mm-Skoda-Gebirgshaubitze in Ispra (Italien)

## Museale Rezeption
Das Heeresgeschichtliche Museum in Wien stellte auf seiner Sonderausstellung im Jahr 1968 ein Geschütz dieser Art aus. Ein Geschütz befindet sich in der Wehrtechnischen Studiensammlung Koblenz, ein weiteres Geschütz ist im Freilichtmuseum Museo storico degli Alpini in Monte Piana im Außenbereich aufgestellt. Ein weiteres Geschütz ist als Kriegsdenkmal in Ispra (Italien) bekannt.